# 对叶藤科
对叶藤科共有2属约60余种，生长在中美洲、南美洲和非洲的热带地区以及马达加斯加岛。藤本，单叶对生；花的花瓣5；果实为核果。
1981年的克朗奎斯特分类法将本科列入玄参目，1998年根据基因亲缘关系分类的APG 分类法和2003年经过修订的APG II 分类法不承认这个科，将各属合并到爵床科中，属于唇形目。